# Шолайди
Шолайди (пол. Szołajdy) — село в Польщі, у гміні Ходув Кольського повіту Великопольського воєводства.
Населення — 113 осіб (2011).
У 1975-1998 роках село належало до Конінського воєводства.

## Демографія
Демографічна структура станом на 31 березня 2011 року:
|          | Загалом | Допрацездатний вік | Працездатний вік | Постпрацездатний вік |
| -------- | ------- | ------------------ | ---------------- | -------------------- |
| Чоловіки | 58      | 13                 | 39               | 6                    |
| Жінки    | 55      | 12                 | 28               | 15                   |
| Разом    | 113     | 25                 | 67               | 21                   |